# Élections territoriales de 2017 à Saint-Pierre-et-Miquelon
Les élections territoriales de 2017 à Saint-Pierre-et-Miquelon ont lieu les 19 et 26 mars afin de renouveler les dix neuf membres du conseil territorial de la collectivité d'outre-mer française de Saint-Pierre-et-Miquelon. 
Le scrutin est remporté par la liste de Stéphane Artano pour la troisième fois consécutive.

## Mode de scrutin
Le Conseil territorial de Saint-Pierre-et-Miquelon est composé de 19 sièges pourvus pour cinq ans selon un système mixte à finalité majoritaire : il s'agit d'un scrutin proportionnel plurinominal combiné à une prime majoritaire de la moitié des sièges attribuée à la liste arrivée en tête, si besoin en deux tours de scrutin. La collectivité territoriale forme une circonscription unique, composée de deux sections communales à raison de quinze sièges pour Saint-Pierre et quatre sièges pour Miquelon-Langlade. Les électeurs votent pour une liste fermée de 23 candidats, sans panachage ni vote préférentiel. Les listes doivent respecter la parité en comportant alternativement un candidat de chaque sexe. 
Au premier tour, la liste ayant obtenu la majorité absolue des suffrages exprimés et un nombre de suffrages égal au quart des électeurs inscrits remporte la prime majoritaire, soit huit sièges dans la section de Saint-Pierre et deux sièges dans la section de Miquelon-Langlade. Au sein de chaque section, les sièges restants sont alors répartis à la proportionnelle selon la règle de la plus forte
moyenne entre toutes les listes, y compris celle arrivée en tête. 
Si aucune liste n'a recueilli la majorité absolue, un second tour est organisé entre toutes les listes ayant obtenu au moins 10 % des suffrages exprimés au premier tour. Les listes ayant obtenu au moins 5 % peuvent néanmoins fusionner avec les listes pouvant se maintenir. Si une seule voire aucune liste n'a atteint le seuil requis de 10 %, les deux listes arrivées en tête au premier tour sont qualifiées d'office. Après dépouillement des suffrages, la répartition des sièges se fait selon les mêmes règles qu'au premier tour, les seules différences étant que la prime majoritaire est attribuée à la liste arrivée en tête qu'elle ait obtenu ou non la majorité absolue et les voix de 25 % des inscrits, et que la répartition des sièges n'a lieu qu'entre les partis en lice au second tour,.

## Partis en lice
Deux listes s'affrontent. Stéphane Artano, candidat à sa seconde réélection à la tête du conseil territorial, conduit la liste d'Archipel demain, tandis que Matthew Reardon est tête de liste de Cap sur l'avenir.

## Résultats
À la clôture des bureaux de vote, la participation est en baisse avec 71,63 % sur les quatre bureaux de vote que compte l'archipel, soit 3 586 électeurs. En 2012, le taux de participation était de 78,70 %.
La liste « Archipel demain » menée par Stéphane Artano l'emporte dès le premier tour avec 70,17 % des voix.
|                          |                          |                          |              |              |              |                   |                   |                   |       |       |        |  |  |  |
| Liste                    | Liste                    | Tête de liste            | Saint-Pierre | Saint-Pierre | Saint-Pierre | Miquelon-Langlade | Miquelon-Langlade | Miquelon-Langlade | Total | Total | Total  |  |  |  |
| Liste                    | Liste                    | Tête de liste            | Voix         | %            | Sièges       | Voix              | %                 | Sièges            | Voix  | %     | Sièges |  |  |  |
|                          | Archipel demain          | Stéphane Artano          | 2 049        | 69,79        | 13           | 275               | 73,14             | 4                 | 2 324 | 70,17 | 17     |  |  |  |
|                          | Cap sur l'avenir         | Matthew Reardon          | 887          | 30,21        | 2            | 101               | 26,86             | 0                 | 988   | 29,83 | 2      |  |  |  |
|                          |                          |                          |              |              |              |                   |                   |                   |       |       |        |  |  |  |
| Total exprimés           | Total exprimés           | Total exprimés           | 2 936        | 91,83        |              | 376               | 96,66             |                   | 3 312 | 92,36 |        |  |  |  |
| Blancs                   | Blancs                   | Blancs                   | 159          | 4,97         | 10           | 0,31              | 169               | 4,71              |       |       |        |  |  |  |
| Nuls                     | Nuls                     | Nuls                     | 102          | 3,19         | 103          | 0,77              | 105               | 2,93              |       |       |        |  |  |  |
| Total                    | Total                    | Total                    | 3 197        | 100          | 15           | 389               | 100               | 4                 | 3 586 | 100   | 19     |  |  |  |
| Abstentions              | Abstentions              | Abstentions              | 1 319        | 29,21        |              | 107               | 21,57             |                   | 1 426 | 28,37 |        |  |  |  |
| Inscrits / Participation | Inscrits / Participation | Inscrits / Participation | 4 516        | 70,79        | 496          | 78,43             | 5 012             | 71,63             |       |       |        |  |  |  |